# Alfreton Town Football Club
L'Alfreton Town Football Club è un club con sede a Alfreton, in Inghilterra. Attualmente milita nella Conference Premier, il quinto livello del calcio inglese.

## Allenatori
- Jim Bullions (1962-1971)
- Chris Wilder (2001-2002)
- Gary Mills (2005-2007)
- John McDermott (2017-2018)

## Palmarès

### Competizioni nazionali
- National League North: 1

2010-2011
- Northern Premier League: 1

2002-2003

### Competizioni regionali
- Northern Counties East Football League: 1

2001-2002
- Derbyshire Senior Cup: 10

1960–1961, 1969–1970, 1972–1973, 1973–1974, 1981–1982, 1994–1995, 2001–2002, 2002–2003, 2015–2016, 2018-2019

### Altri piazzamenti
- National League North:

Terzo posto: 2008-2009, 2009-2010
- Northern Premier League:

Promozione: 2003-2004

## Stadio
Gioca le partite casalinghe al North Street.